# 宮良殿內
參數所指定的目標頁面不存在，建議更正成存在頁面或直接建立下列一個頁面（建立前請先搜尋是否有合適的存在頁面可以取代）：
- 松茂氏宮良家

24°20′28″N 124°9′35″E / 24.34111°N 124.15972°E
宮良殿內（日语：／）是日本沖繩縣石垣市境內的一處老宅，位於該市大川178番地，地處石垣港以北400米。該宅建於琉球國第二尚氏王朝時代，也是石垣市現存的唯一一座琉球士族的邸宅。
殿內是琉球國第二尚氏王朝時期對擔任地頭職的士族所居住的邸宅的稱呼。宮良殿內建於1819年（嘉慶二十四年），是松茂氏宮良家第八世宮良親雲上當演在擔任宮良間切地頭職的時候，當時其屋頂使用的是瓦片修造。但這嚴重僭越了琉球的身份制度，因此在1875年屋頂被改為茅草頂。直到1899年才改回瓦片。
宮良殿內的屋子占地462坪，外圍石牆，南面為四腳門，以土、瓦堆積的影壁（琉球語：／）隔開。影壁中央的中門用作重要祭祀、喜事、凶事舉行的地點。
母屋以羅漢松為主要材料建成，共十二間小屋。第一間客間東側有一個日本式的枯山水庭園，是宮良家邀請首里的庭師城間親雲上使用石灰岩建造的。
日本探險家笹森儀助曾於1893年造訪此地，對其歎為觀止。其宮良家世代保存的《萬書付集》於1899年重修之際，連同其他一些古代文獻贈予琉球大學保管，這些文獻被稱為《宮良殿內文書》。
目前宮良殿內是日本國指定名勝之一，被列為重要文化財。